# Vetropack
Die Vetropack Holding AG mit Unternehmenszentrale in Bülach und rechtlichem Sitz in Saint-Prex ist ein international tätiges Schweizer Familienunternehmen in der Herstellung von Verpackungsglas. Die Vetropack-Gruppe beschäftigt rund 4000 Mitarbeitende. Zur Unternehmensgruppe gehören die Schweizer Handelsfirma Müller + Krempel AG sowie die in der Immobilienverwaltung tätige Vetroreal AG. Die Gruppe erwirtschaftete 2023 einen Nettoerlös von rund 899 Millionen Schweizer Franken. Das Unternehmen ist an der Schweizer Börse SIX kotiert.

## Tätigkeitsgebiet
Die Vetropack-Gruppe verfügt über neun Glaswerke mit insgesamt 18 Schmelzwannen, in denen Glasverpackungen für die Getränke- und Lebensmittelindustrie hergestellt werden. Sie bietet auch verschiedene damit zusammenhängende Dienstleistungen wie Beratung und Support im Bereich Verpackungsanalyse, Abfüll-, Konditionierungs- und Verschliesstechnik, Glasveredlung und Etikettierung.
Die acht Glaswerke der Unternehmensgruppe befinden sich in Österreich, Tschechien, Kroatien, in der Slowakei, in der Ukraine, in Italien und der Republik Moldau.

## Geschichte

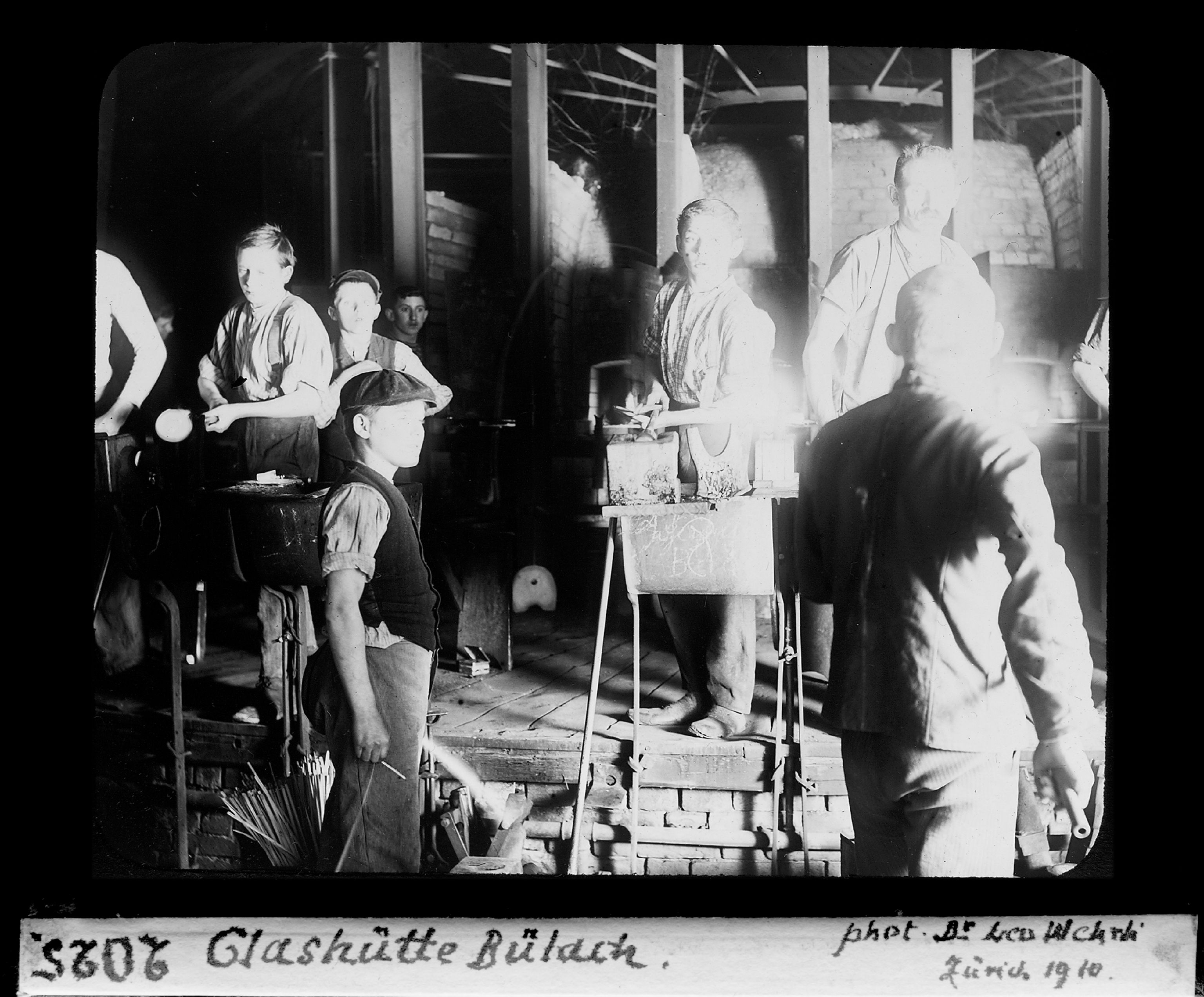
Glashütte Bülach 1910

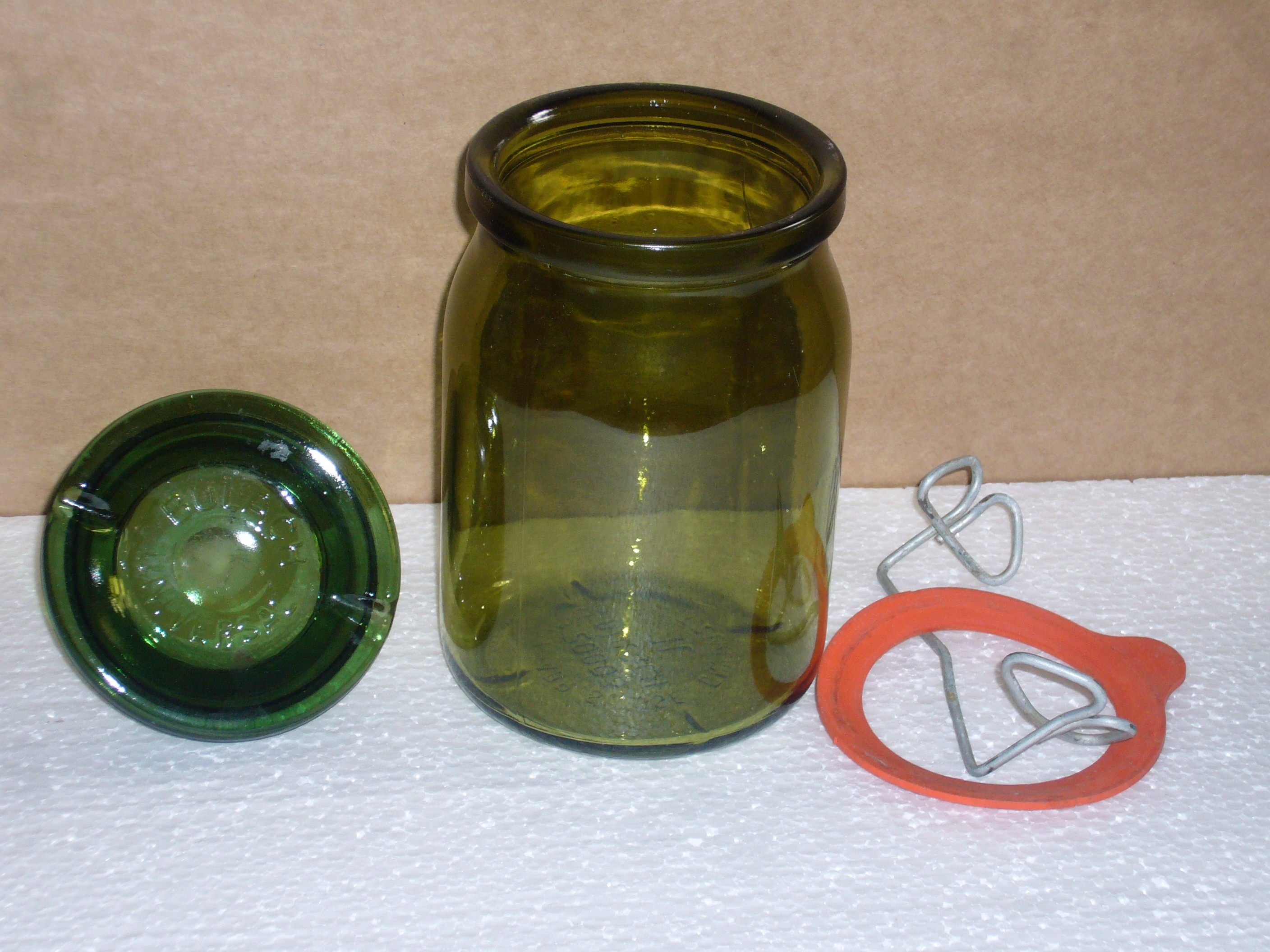
Bülach Einmachglas System 1948

Glashütte Bülach 1978

Das Unternehmen wurde 1911 von Henri Cornaz in Saint-Prex als Glashütte Verrerie S.A. gegründet. 1912 wurde die Glashütte Semsales übernommen. 1917 übernahm die Verrerie S.A. die Aktienmehrheit der älteren, im Jahre 1891 gegründeten Glashütte Bülach AG.
Das legendäre Einmachglas, das ab 1920 den Namen Bülach bis „in das hinterste Schweizer Dorf“ bekannt machte, war aufgrund der Knappheit von Einmachgläsern im Ersten Weltkrieg vom Bund angeregt worden.
Mit der 1959 erfolgten Übernahme des Handelshauses Müller + Krempel AG als Besitzerin der Glashütte Wauwil gewann die Verrerie S.A. die führende Marktstellung für Verpackungsglas in der Schweiz.
1966 wurde für die bis anhin im Markt selbständig agierenden drei Glaswerke in Saint-Prex, Bülach und Wauwil die Vetropack AG mit Sitz in Bülach als zentrale Verkaufs- und Managementgesellschaft gegründet und gleichzeitig das gemeinsame Vetropack-Logo als Markenzeichen eingeführt. 1969 gab sich die Unternehmensgruppe mit der Gründung der Vetropack Holding AG eine Holdingstruktur.
In den 70er-Jahren setzten sich am Markt Einwegverpackungen zunehmend durch. Um das vermehrt anfallende Altglas in den eigenen Glaswerken sinnvoll wiederzuverwerten, organisierte Vetropack in der Schweiz das flächendeckende Einsammeln von Altglas und gründet hierzu als Betriebsgesellschaft die Vetro-Recycling AG. 2009 wurde die Vetro-Recycling AG mit der Vetropack AG fusioniert und als eigenständige Abteilung weitergeführt.
Aufgrund der Marktsättigung für Glasverpackungen diversifizierte Vetropack in Kunststoffverpackungen und übernahm 1981 die Wirth-Plast AG und 1985 die Afex Folien AG. 1986 wurde die Produktion von PET-Flaschen aufgenommen (Claropac) und mit der Übernahme der Femit im Jahre 1987 auf Kunststoffverpackungen für Pharma und Kosmetik ausgeweitet. 1993 wurde der Folienbereich verkauft. 1996 trennte sich Vetropack im Zuge der geografischen Expansion wegen der anhaltenden Verluste von der PET-Flaschenproduktion und konzentrierte sich auf das Kerngeschäft.
1991 übernahm Vetropack die im südmährischen Kyjov gelegene Glashütte und baut sie als Vetropack Moravia Glass, a.s. zu einem modernen Glaswerk im zentraleuropäischen Wirtschaftsraum um. Das tschechische Werk verfügt heute mit zwei Schmelzwannen über eine Kapazität von 670 Tagestonnen Verpackungsglas. Auch die im oberösterreichischen Kremsmünster gelegene Glashütte der Lutzky Glas wird 1993 von der Vetropack übernommen und als Zweigbetrieb in die Vetropack Austria GmbH integriert. Das Werk verfügt über drei Schmelzwannen mit einer Gesamtkapazität von 670 Tagestonnen.
Aufgrund einer erweiterten Schmelzwanne in Bülach, der zusätzlichen Kapazitäten in Österreich sowie der inländischen Substitution von Glas im Bereich Mineralwasser und Softdrinks wurde die Produktion von Verpackungsglas und Pharmaglas 1991 im Werk Wauwil eingestellt. Das Handelshaus Müller + Krempel AG übernahm ab diesem Zeitpunkt die Belieferung der Pharmaindustrie mit Glasverpackungen.
Im Rahmen einer Anpassung der juristischen Struktur an die erweiterten Aktivitäten wird die Vetropack Holding AG ab 1995 neu als Management-Holding betrieben. Die bisher für das Gruppen-Management zuständige Vetropack AG wird damit zur Schweizer Betriebsgesellschaft der fusionierten Verrerie S.A. Saint-Prex und Glashütte Bülach AG.
Im Rahmen der 1991 eingeleiteten Expansion in den osteuropäischen Raum erwarb Vetropack eine Mehrheitsbeteiligung an der kroatischen Glashütte Straža in Hum na Sutli. Die Glashütte wird technisch umfassend modernisiert, wie alle anderen Vetropack Werke nach ISO 9001 zertifiziert und auf die Versorgung der steigenden Nachfrage im südosteuropäischen Raum ausgerichtet. Das Werk verfügt über drei Schmelzwannen mit einer Gesamtkapazität von 790 Tagestonnen.
In den folgenden Jahren setzte Vetropack die Strategie der geografischen Expansion in die osteuropäischen Länder weiter fort und übernahm per 5. November 2002 in der Slowakei die Verpackungsglashütte Skloobal, a.s. Nemsová. Vetropack erreichte damit die Marktführerschaft auf dem slowakischen Inlandmarkt. Gleichzeitig konnte sie dank der Ausweitung ihrer Aktivitäten in einem entwicklungsfähigen Wirtschaftsraum ihre Stellung in der europäischen Verpackungsglasindustrie weiter ausbauen.
Im gleichen Jahr wurde die Produktion in der Glashütte Bülach Ende Februar 2002 nach 111 Jahren ihres Bestehens eingestellt. Als Ursache der Betriebsschliessung galt der Preisverfall, bedingt durch die Internationalisierung der Absatzmärkte, sowie das generell hohe Kostenniveau in der Schweiz. Die Versorgung des Schweizer Marktes erfolgte daraufhin aus dem Produktionswerk in Saint-Prex sowie den Vetropack Werken in Österreich.
Im Februar 2006 übernahm Vetropack die Aktienmehrheit des ukrainischen Glaswerkes Gostomel Glass Factory. Mit einer Schmelzkapazität von 600 Tonnen pro Tag gehört das in der Region Kiew gelegene Unternehmen zu den führenden Glasherstellern der Ukraine.
Im Juli 2015 übernahm Vetropack das italienische Glaswerk in Trezzano sul Naviglio und integrierte dieses als Vetropack Italia S.r.l. in die bestehende Organisationsstruktur. Das Werk verfügt über zwei Schmelzwannen und produziert jährlich rund 140‘000 Tonnen Verpackungsglas. Mit diesem Werk stärkte Vetropack die Position auf dem grossen italienischen Markt nachhaltig.
Die neue Vetropack-Gesellschaft, Glass Container Company S.A. in der Republik Moldau ist seit Dezember 2020 Teil der Gruppe. Sie produziert jährlich rund 100'000 Tonnen Verpackungsglas für die Getränke- und Nahrungsmittelindustrie, die sowohl im wachsenden Inlandmarkt als auch im Exportmarkt abgesetzt werden.
Die Produktionsanlage in Gostomel war bei einem militärischen Angriff Russlands Ende Februar 2022 stark beschädigt worden und musste eingestellt werden. Der Betrieb wurde im Mai 2023 vorsichtig wieder aufgenommen.
Bis im September 2023 produziert Vetropack Italia S.r.l., eine Tochtergesellschaft der Vetropack-Gruppe, im norditalienischen Trezzano sul Naviglio Glasverpackungen. Ab Mai 2023 verlegte das Unternehmen die Produktion in den 25 Kilometer entfernten, hochmodernen Neubau in Boffalora sopra Ticino.
2024 wurde die Glasproduktion in Saint-Prex aufgegeben.

## Vetrorecycling

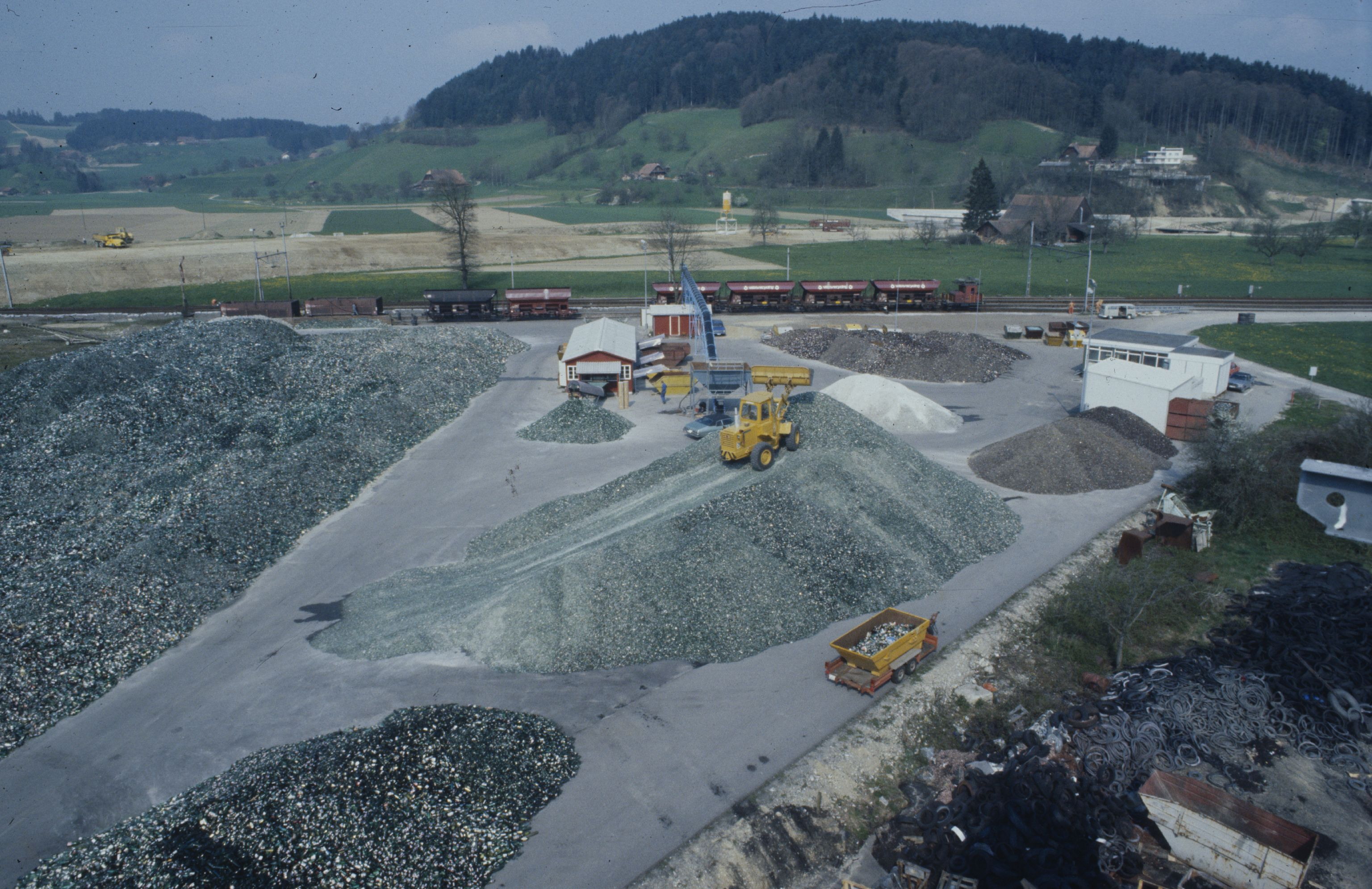
Glasrecycling in Bülach 1978

Vetrorecycling ist der Geschäftsbereich der Vetropack, der das gesamte Glasrecycling übernimmt. Die Abteilung Vetrorecycling trägt zu etwa 45 % zur Gesamt-Sammelmenge der Schweiz (357'043 Tonnen Altglas 2023) bei und ist damit der grösste Glasrecycler der Schweiz. Die Abwicklung der Kosten des Recyclings erfolgt über die VetroSwiss (CCC AG), dem schweizerischen Beauftragten für die vorgezogene Entsorgungsgebühr.
2009 wurde die Vetro-Recycling AG mit der Schweizer Tochtergesellschaft Vetropack AG fusioniert und wird seitdem als eigenständige Abteilung weitergeführt.

## Standorte
Vetropack verfügt über Produktionswerke sowie Verkaufs- und Vertriebsbüros in der Schweiz (Bülach, Saint-Prex), Österreich (Pöchlarn und Kremsmünster), Tschechien (Kyjov), Kroatien (Hum na Sutli), Slowakei (Nemšová), Ukraine (Hostomel), Italien (Boffalora sopra Ticino), Republik Moldau (Chișinău) und in Rumänien (Bukarest).
Der administrative Sitz der Vetropack Holding AG befindet sich in Bülach im Kanton Zürich. Der rechtliche Sitz der Vetropack Holding AG befindet sich in Saint-Prex im Kanton Waadt.

Vetropack Standorte in Europa

## Sortiment
Das Sortiment umfasst verschiedene Glasverpackungsprodukte in unterschiedlichen Formen, Farben und Grössen. Bspw. Bierflaschen, Wein- und Schaumweinflaschen, Spirituosenflaschen, Softdrink- und Mineralwasserflaschen, Fruchtsaftflaschen, Weithalsgläser für Nass- und Trockenkonserven, Weithalsgläser für Brotaufstriche, Weithalsgläser für Fleisch und Fisch, Essig- und Ölflaschen, Flaschen und Weithalsgläser für Saucen, Weithalsgläser für Babynahrung, Glasflaschen und Weithalsgläser für Milchprodukte. Anhand einer eindeutigen Kennzeichnung ist auf jeder Flasche zu erkennen, in welchem Werk sie produziert wurde (siehe Bild).

Eindeutige Kennzeichnung der Glasprodukte, Selbstdarstellung der Vetropack Holding AG

## Film
- Vetropack – aus dem Leben eines Allwegglases. Auftragsfilm von Gaudenz Meili mit Musik von Bruno Spoerri, Zürich 1982